# Langerhanska öarna

Langerhansk ö

Langerhanska öarna är en typ av cellkluster som utgör de endokrina delarna av bukspottkörteln (även kallad pankreas). Langerhanska öar finns inom alla klasser av ryggradsdjur, men saknas helt hos ryggradslösa djur. De langerhanska öarna innehåller de celler som är främst ansvariga för regleringen av blodsocker, främst genom deras produktion och utsöndring av peptidhormonen insulin och glukagon. De langerhanska öarna innehåller flera olika celltyper, de vanligaste och viktigaste är alfaceller (även kallade A-celler eller α-celler) och betaceller (även kallade B-celler eller β-celler). Problem med de langerhanska öarna är starkt kopplade till sjukdomen diabetes.

## Upptäckt
Langerhanska öarna är uppkallade efter den tyska anatomen Paul Langerhans som 1869 beskrev "öar av celler" fördelade i bukspottkörteln. Dessa öar av celler visade sig senare producera insulin. Ordet insulin, där insula betyder ö, härstammar också från detta fynd av Paul Langerhans.

## Funktion och celltyper
De langerhanska öarna reglerar homeostasen för näringsämnen hos däggdjur och interagerar på ett komplext sätt med det autonoma nervsystemet och inkretiner. På detta sätt justeras noggrant kroppens metabolism och kroppen kan växla mellan användning och lagring av näringsämnen. Hos människor utgör de langerhanska öarna 2-3 % av bukspottkörtelns totala volym och massa. Trots detta så går hela 15% av organets totala blodtillförsel till de langerhanska öarna. Öarna är generellt sfäriska och med en genomsnittlig diameter på 100−200 μm. Dock varierar form och storlek något mellan olika individuella öar. En bukspottkörtel hos en frisk vuxen människa innehåller ungefär en miljon langerhanska öar. De langerhanska öarna består av flera olika celltyper, de vanligaste av dessa är alfacellerna och betacellerna.

### Alfaceller
Alfaceller producerar glukagon.

### Betaceller
Öarnas betaceller är den enda naturliga källan till insulin i kroppen. Betacellerna känner av förändringar i de mängder näringsämnen som cirkulerar i blodet och kan svara på ökade nivåer genom att producera insulin som sedan leder till lagring av dessa i levern, muskler och fettvävnad. Betaceller reagerar även på många andra signaler som hormoner, signalsubstanser och neuropeptider vilket då påverkar utsöndringen av insulin.

### Övriga celltyper
Utöver alfaceller och betaceller finns ett antal andra celltyper i de langerhanska öarna. Några av dessa är D-celler som producerar somatostatin och F-celler som producerar pankreatiskt polypeptid.

### Fördelning av celltyper och struktur
Hos däggdjur innehåller en typisk langerhansk ö flera tusen endokrina celler. Hos människan är de insulinproducerande betacellerna vanligast och utgör omkring 60% av cellerna. 20-30% är alfaceller, 10% är D-celler, mindre än 5% är F-celler och ungefär 1% är ghrelin-uttryckande celler. Andelen av dessa olika celler, cellernas positionering inom öarna och öarnas fördelning i bukspottkörteln skiljer sig mellan olika djurarter. Många studier av de langerhanska öarna har gjorts på modellorganismer som möss och råttor. Hos dessa  finns en kärna av alfaceller och D-celler och runt dessa ligger majoriteten av betacellerna. Hos människan saknas denna tydliga strukturering och alfaceller och D-celler hittas spridda i öarna.

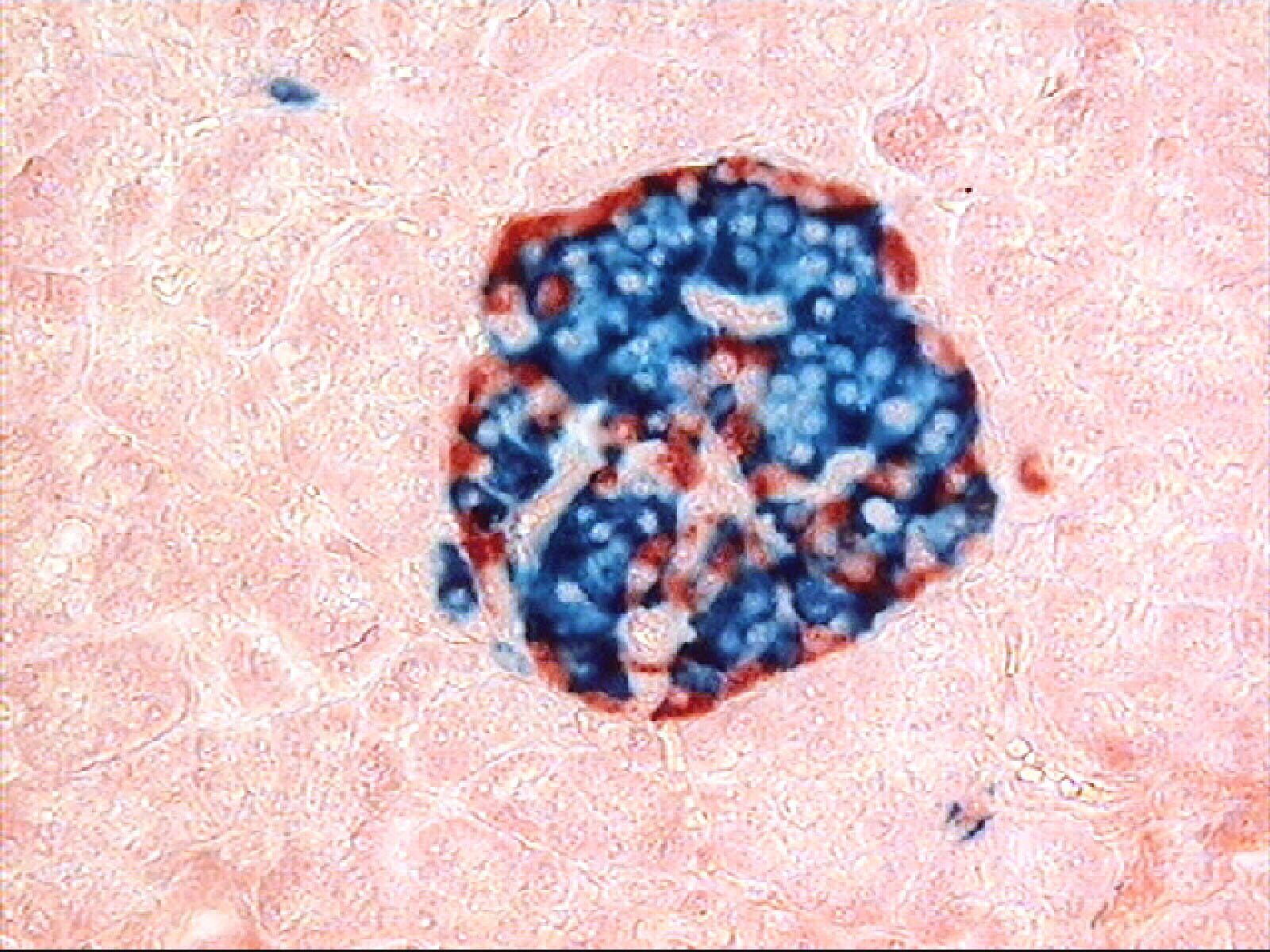
Infärgad langerhansk ö.
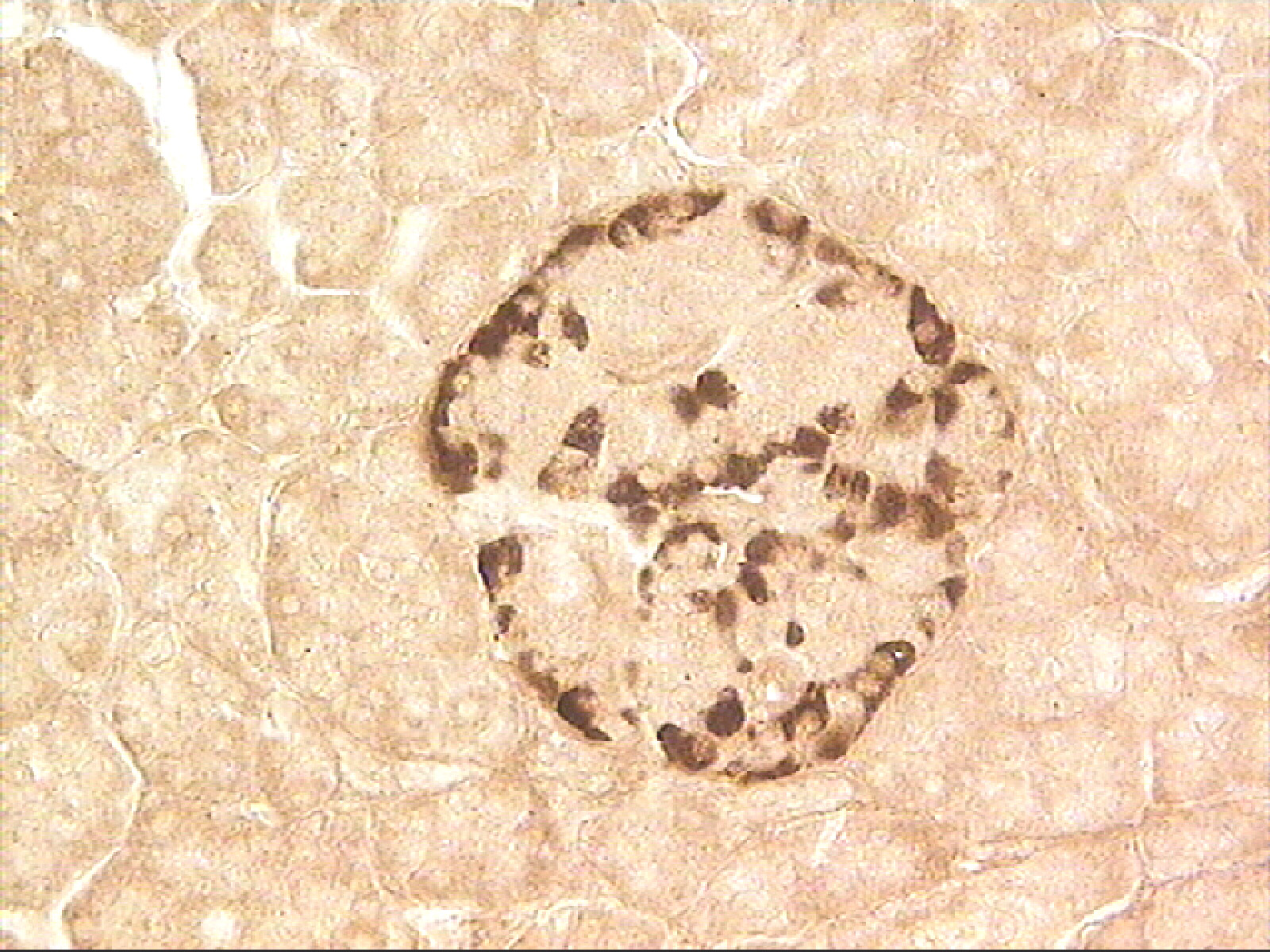
Langerhansk ö med infärgade α-celler.
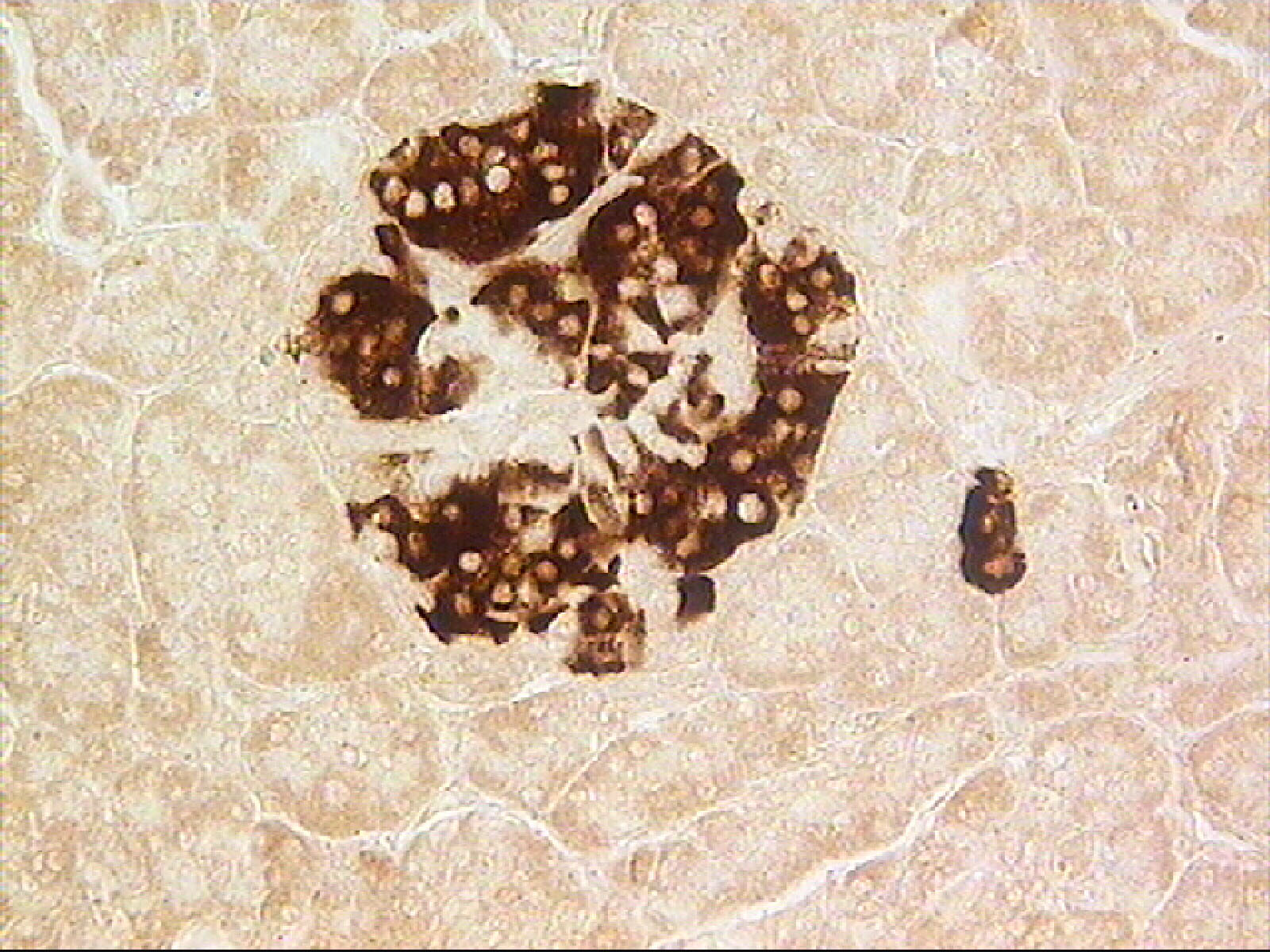
Langerhansk ö med infärgade β-celler.

## Diabetes
Vid typ 1-diabetes bryts de insulinproducerande betacellerna ned av immunförsvaret, och det blir nödvändigt att inta insulin via injektioner.
Vid typ 2-diabetes förekommer insulinresistens i insulinberoende vävnader. Betacellerna i bukspottkörteln ökar då sin insulinsekretion.

## Transplantation av langerhanska öar
Klinisk transplantation av langerhanska öar är en behandlingsmetod för diabetes som började användas under 1990-talet, främst för svåra fall av typ 1-diabetes där den sjuke drabbas av livshotande hypoglykemier. Metoden revolutionerades efter år 2000 då Edmontonprotokollet publicerades. Tidigare hade endast omkring 10% av patienterna klarat sig utan insulininjektioner efter transplantation av öar men med Edmontonprotokollet började vissa sjukhus nå en nivå där 50% av patienterna fortfarande klarade sig utan insulin fem år efter transplantation. Edmontonprotokollet började efter detta användas på fler transplantationscenter och har förfinats och förbättrats sedan dess. Från år 2000 till 2016 gjordes omkring 1500 transplantationer av langerhanska öar världen över.